# نينا زيلي
ماريا تشيارا فراشيتا (بالإيطالية: Nina Zilli)‏ (ولدت في 2 فبراير 1980)، عرفت باسمها الفني  نينا زيلي  هو مغنية وكاتبة أغاني إيطالية. بعد إصدار أغنيتها المنفردة الأولى "50mila"، حققت نجاحًا تجاريًا مع ألبوم "دائما بعيداً"، الذي صدر بعد مشاركتها في قسم الوافدين الجدد في مهرجان سانريمو الموسيقي 2010. خلال مهرجان سانريمو الموسيقي 2012، تم اختيار زيلي لتمثيل إيطاليا في مسابقة الأغنية الأوروبية 2012 في باكو، أذربيجان، حيث احتلت المركز التاسع بأغنية "الحب أنثى"، المضمنة في ألبومها الاستوديو الثاني. عادت زيلي إلى مهرجان سانريمو الموسيقي في عام 2015، وتنافست بأغنية "Sola" من ألبومها القادم "عبارات ودخان". كما كانت أيضًا أحد حكام برنامج إيطاليا غوت تالنت من عام 2015 إلى عام 2017.

## روابط خارجية
- نينا زيلي على موقع IMDb (الإنجليزية)
- نينا زيلي على موقع ميوزك برينز (الإنجليزية)
- نينا زيلي على موقع أول ميوزيك (الإنجليزية)
- نينا زيلي على موقع ديسكوغز (الإنجليزية)
- نينا زيلي على موقع قاعدة بيانات الفيلم (الإنجليزية)